# Västra Götalands läns östra valkrets
Västra Götalands läns östra valkrets är sedan 1998 namnet på en av de 29 valkretsarna för val till riksdagen och landsting. Valkretsen motsvarar i stora delar den äldre Skaraborgs läns valkrets. 
Valkretsen består av kommunerna Essunga, Falköping, Grästorp, Gullspång, Götene, Hjo, Karlsborg, Lidköping, Mariestad, Skara, Skövde, Tibro, Tidaholm, Töreboda och Vara. 
De övriga valkretsarna i Västra Götalands län är Västra Götalands läns norra valkrets, Västra Götalands läns västra valkrets, Västra Götalands läns södra valkrets och Göteborgs kommuns valkrets.

## Historia
Under tvåkammarriksdagen var det dåvarande Skaraborgs län en egen valkrets till riksdagen i både första kammaren och andra kammaren. Även efter övergången till enkammarriksdagen i valet 1970 förblev Skaraborg egen valkrets. År 1998, i samband med skapandet av Västra Götalands län, överfördes Habo och Mullsjö kommuner till Jönköpings läns valkrets och återstoden av det tidigare Skaraborgs län bildade Västra Götalands läns östra valkrets. Samtidigt gjordes samma område till en egen valkrets i landstingsvalet.
| 1998 | 2002 | 2006 | 2010 | 2014 | 2018 |
| ---- | ---- | ---- | ---- | ---- | ---- |
| 9    | 9    | 9    | 9    | 9    | 9    |

## Riksdagsledamöter (ej komplett lista)
För tiden före 1998, se Skaraborgs läns valkrets

### 1998/99–2001/02
- Birgitta Carlsson, c[3]
- Holger Gustafsson, kd[3]
- Ulla-Britt Hagström, kd[3]
- Lars Elinderson, m[3]
- Lars Hjertén, m[3]
- Urban Ahlin, s[3]
- Monica Green, s[3]
- Kjell Nordström, s[3]
- Carina Ohlsson, s[3]
- Per Rosengren, v[3]

### 2002/03–2005/06
- Birgitta Carlsson, c[4]
- Christer Winbäck, fp[4]
- Holger Gustafsson, kd[4]
- Cecilia Widegren, m[4]
  - Lars Elinderson, m (ersättare för Cecilia Widegren 2004)
- Urban Ahlin, s[4]
- Monica Green, s[4]
- Kjell Nordström, s[4]
- Carina Ohlsson, s[4]
- Per Rosengren, v[4]

### 2006/07–2009/10
- Ulrika Carlsson, c[5]
- Christer Winbäck, fp[5]
- Holger Gustafsson, kd[5]
- Lars Elinderson, m[5]
- Charlotte Nordström, m[5]
  - Sten Bergheden, m
- Cecilia Widegren, m[5]
- Urban Ahlin, s[5]
- Patrik Björck, s[5]
- Monica Green, s[5]
- Carina Ohlsson, s[5]
- Egon Frid, v[5]

### 2010/11–2013/14
- Ulrika Carlsson, C[6]
- Christer Winbäck, FP[6]
- Annika Eclund, KD[6]
- Sten Bergheden, M[6]
- Lars Elinderson, M[6]
- Cecilia Widegren, M[6]
- Urban Ahlin, S[6]
- Patrik Björck, S[6]
- Monica Green, S[6]
- Carina Ohlsson, S[6]

### 2014/15–2017/18
- Ulrika Carlsson, C[7]
- Annika Eclund, KD[7]
  - Björn Rubenson, KD (ersättare för Annika Eclund 3/5–1/11 2017)
- Sten Bergheden, M[7]
- Cecilia Widegren, M[7]
- Urban Ahlin, S[7] (talman under mandatperioden)
  - Erik Ezelius, S (ersättare för Urban Ahlin 29/9 2014–11/10 2015)
    - Ida Ekeroth, S (ersättare för Urban Ahlin 12/10–31/12 2015)
      - Erik Ezelius, S (ersättare för Urban Ahlin från 1/1 2016)
- Patrik Björck, S[7]
- Monica Green, S[7]
- Carina Ohlsson, S[7]
- Christoffer Dulny, SD[7] (29/9 2014)
- Margareta Larsson, SD[7]

### 2018/19–2021/22
- Ulrika Carlsson, C[8]
- Ebba Busch Thor, KD[8]
- Sten Bergheden, M[8]
- Cecilia Widegren, M[8]
- Patrik Björck, S[8]
- Erik Ezelius, S[8]
- Carina Ohlsson, S[8]
- Tobias Andersson, SD[8]
- Josef Fransson, SD[8]
- Jessica Thunander, V[8]

### 2022/23–2025/26
- Ulrika Heie, C[9]
- Ebba Busch, KD[9]
- Sten Bergheden, M[9]
- Charlotte Nordström, M[9]
- Patrik Björck, S[9]
- Erik Ezelius, S[9]
- Carina Ohlsson, S[9]
- Tobias Andersson, SD[9]
- Jörgen Grubb, SD[9]